# Cyprus op het Eurovisiesongfestival 1984
Cyprus nam deel aan het Eurovisiesongfestival 1984 in Luxemburg, Luxemburg. Het was de 4de deelname van het land op het Eurovisiesongfestival. De CyBC was verantwoordelijk voor de Cypriotische bijdrage voor de editie van 1984.

## Selectieprocedure
Voor de eerste keer in de geschiedenis koos men ervoor om de kandidaat van Cyprus te kiezen via een nationale finale.
In totaal deden er 4 liedje mee aan deze nationale finale. 

## In Luxemburg
In Luxemburg trad Cyprus als 7de van 19 landen aan, na Verenigd Koninkrijk en voor België. Het land behaalde een 15de plaats, met 31 punten. Men ontving 1 keer het maximum van de punten.
België en Nederland gaven geen punten.

### Gekregen punten

#### Finale
| 12 punten     | 10 punten          | 8 punten | 7 punten | 6 punten    |
| ------------- | ------------------ | -------- | -------- | ----------- |
| - Joegoslavië | - Denemarken       |          |          |             |
| 5 punten      | 4 punten           | 3 punten | 2 punten | 1 punt      |
|               | - Ierland - Zweden |          |          | - Frankrijk |

### Punten gegeven door Cyprus

#### Finale
Punten gegeven in de finale:
| 12 punten | Zweden              |
| 10 punten | Ierland             |
| 8 punten  | Joegoslavië         |
| 7 punten  | Luxemburg           |
| 6 punten  | Spanje              |
| 5 punten  | Denemarken          |
| 4 punten  | Finland             |
| 3 punten  | Frankrijk           |
| 2 punten  | Verenigd Koninkrijk |
| 1 punt    | Zwitserland         |

1981 · 1982 · 1983 · 1984 · 1985 · 1986 · 1987 · 1988 · 1989 · 1990 · 1991 · 1992 · 1993 · 1994 · 1995 · 1996 · 1997 · 1998 · 1999 · 2000 · 2001 · 2002 · 2003 · 2004 · 2005 · 2006 · 2007 · 2008 · 2009 · 2010 · 2011 · 2012 · 2013 · 2014 · 2015 · 2016 · 2017 · 2018 · 2019 · 2020 · 2021 · 2022 · 2023 · 2024 · 2025